# Eranina pectoralis
Eranina pectoralis là một loài bọ cánh cứng trong họ Cerambycidae.